# Rio Branco (Mato Grosso)
Rio Branco – miasto i gmina w Brazylii, w stanie Mato Grosso.